# Laval Nugent von Westmeath
Laval Nugent von Westmeath, avstrijski maršal, * 3. november 1777, Karlovec, † 1862, grad Bosiljevo.